# Resolución 548 del Consejo de Seguridad de las Naciones Unidas
La resolución 548 del Consejo de Seguridad de las Naciones Unidas, adoptada por unanimidad el 24 de febrero de 1984, después de examinar la solicitud de Brunéi Darussalam para la membresía en las Naciones Unidas, el Consejo recomendó a la Asamblea General que Brunéi fuese admitida.